# Хулсортыёган
Хулсортыёган (устар. Хул-Сорты-Юган) — река в Шурышкарском районе Ямало-Ненецкого АО. Устье реки находится на 71-м км левого берега реки Тоитъёган. Длина реки 44 км. В 21 км от устья по правому берегу впадает река Хулвелтыёган.

## Данные водного реестра
По данным государственного водного реестра России относится к Нижнеобскому бассейновому округу, водохозяйственный участок реки — Обь от впадения реки Северная Сосьва до города Салехард, речной подбассейн реки — бассейны притоков Оби ниже впадения Северной Сосьвы. Речной бассейн реки — (Нижняя) Обь от впадения Иртыша.